# Chiesa di San Nicolò (Giovo)
La chiesa di San Nicolò  è la parrocchiale di Ville di Giovo, frazione del comune sparso di Giovo in Trentino. Rientra nella zona pastorale di Mezzolombardo dell'arcidiocesi di Trento e risale al XII secolo.

## Storia

### Edificio medievale

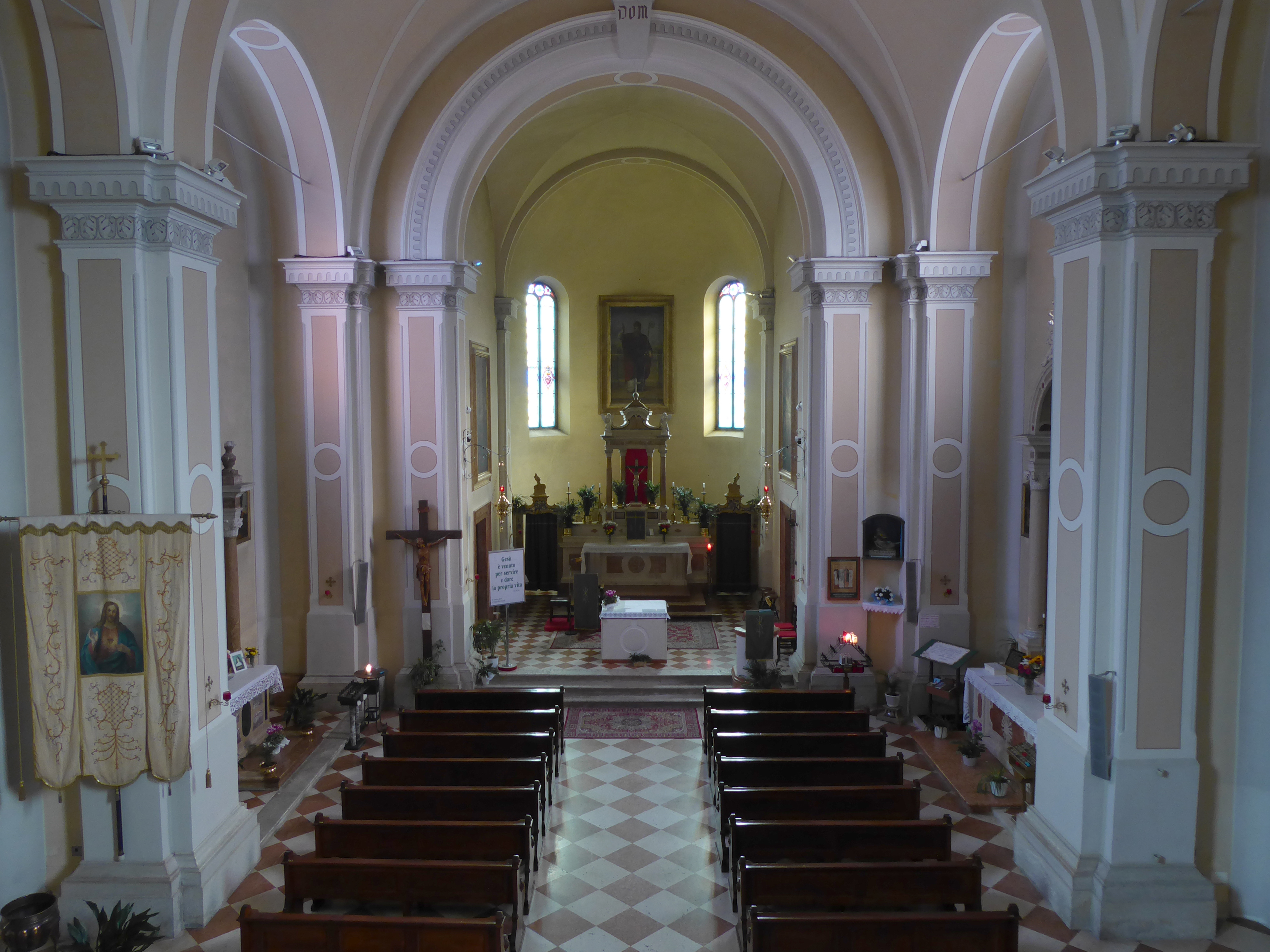
L'interno

A Ville esisteva sin dal XV secolo una piccola chiesa che venne consacrata nel 1428 e che dal 1767 aveva un cappellano mandato dalla prepositura di San Michele a San Michele all'Adige. A tale chiesa era concessa la custodia dell'Eucaristia e di amministrare il battesimo, ma limitatamente al periodo invernale e con l'acqua santa del fonte battesimale di San Michele.
Divenne ufficialmente espositura nel 1787 e nel 1788 accanto alla chiesa venne costruito il primo camposanto della comunità, che poi venne ricostruito nel 1850.

### Edificio moderno

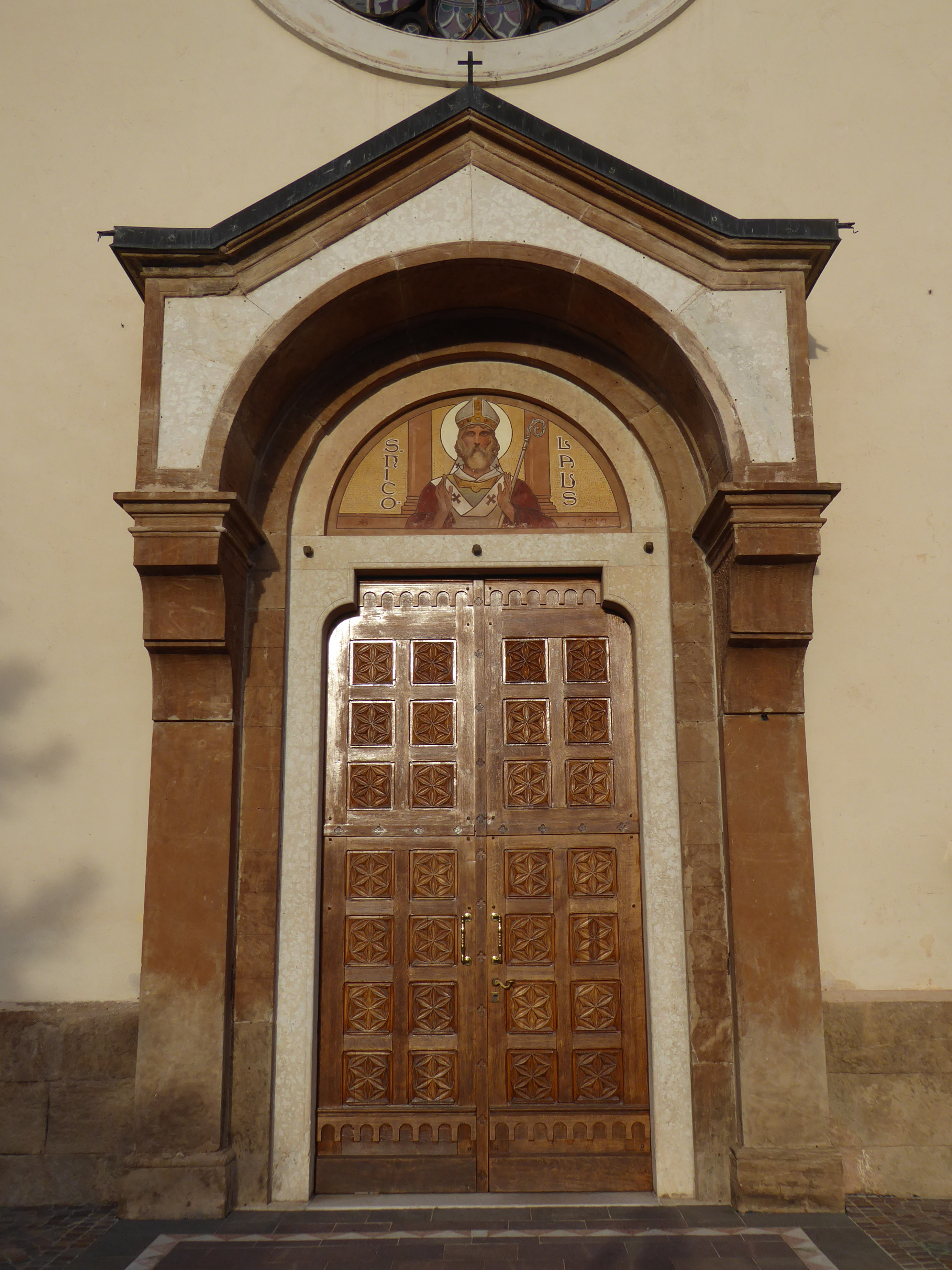
Portale della chiesa con lunetta contenente immagine di San Nicolò, opera di Marco Bertoldi.

Nella seconda metà del XIX secolo si iniziò a pensare ad un nuovo edificio di culto considerando che la chiesa medievale ormai era divenuta insufficiente per le necessità della popolazione e un primo progetto venne preparato da Leopoldo von Claricini. Seguì un periodo di incertezza legato alla difficoltà di individuare un luogo adatto allo scopo che venne superato quando, nel 1879, Francesco e Vigilio Brugnara donarono un terreno di loro proprietà, posizionato sul Doss della Tomba. Il progetto iniziale venne modificato da Luigi Obrelli (che lavorò anche alla chiesa di San Valentino di Palù di Giovo e alla chiesa del Patrocinio di San Giuseppe di Bosentino) e dal 1880 venne aperto il cantiere.
I lavori procedettero in modo veloce e anche la cerimonia della posa della prima pietra si tenne in ritardo, solo l'anno successivo. La struttura, con le mura portanti e la copertura fu presto ultimata, poi si rivestì il tetto con lastre in porfido e cominciò il lavoro di intonacatura. Nel 1883 l'altare maggiore della chiesa medievale venne spostato nel presbiterio del nuovo edificio. L'antica chiesa venne svuotata di arredi e suppellettili, fu sconsacrata e poi venduta, nel 1884. Nello stesso anno fu benedetta la nuova chiesa.
Nell'ultima parte del secolo venne eretta la torre campanaria, ultimata nel 1895. Intanto venne eseguito un primo restauro alla facciata ed agli esterni e, nel 1898, si pose mano alla struttura della copertura per rinforzarla, dovendo sostenere il peso delle lastre di porfido.
All'inizio del XX secolo sulla torre venne installato l'orologio e, nel 1910, venne celebrata la solenne consacrazione dal vescovo di Trento Celestino Endrici. Ottenne dignità di chiesa parrocchiale nel 1919.
Nel primo dopoguerra vennero effettuati interventi come l'installazione del primo impianto elettrico e la riparazione dell'orologio. Il restauro della facciata è del 1940 e in tale occasione la finestra a lunetta cieca sopra il portale principale venne arricchita dell'immagine di San Nicolò, opera di Marco Bertoldi di Lavarone.
Nella seconda metà del secolo l'edificio fu oggetto di ristrutturazioni e rinnovi come il rifacimento di parte delle pavimentazioni, la sostituzione ed il rinnovo delle vetrate. Fu necessario poi sanare i danni prodotti dal sisma del 1976 e in seguito, sino al 2000, si sono succeduti restauri conservativi e migliorativi, compreso un lavoro di ritinteggiatura totale.